# Stíny plamenů
Stíny plamenů jsou česká kapela z Plzně hrající black metal. Počátky sahají až do data 1998, kdy kapelu jako svůj sólový projekt založil plzeňský kytarista Lord Morbivod a zůstal jediným členem skupiny až do roku 2005, kdy se přidali kytarista Lord Egon a bubeník Lord Sheafraidh. Do této doby nahrával veškeré nástroje sám Morbivod, pouze s pomocí externích vokalistů, kteří nahrávali zpěv některých postav. Než se přidali druzí dva členové, stihl Morbivod nahrát dvě dema a tři plnohodnotná alba. V květnu 2006 se do kapely přidala zpěvačka Felis a na začátku roku 2008 koncertní kytarista Lord Oblomov.

## Diskografie
Nultá dema
- Povstání temnot – 1998
- Černé vody odpadní – 1998
- Pán Čistírenský – 1999
- Místo pohřbu zbytků všech svatých – 1999
- Black metal pro Pána z Čistírny – 1999
- PoráŘka hlavy církve – 1999

Alba
- Blackmetalové peklo ve špíně kanalizační vody – demo CD – 1999
- Pokles do temnot kanalizačních hlubin – demo CD – 2000
- Ve špíně je pravda – CD – 2001 – Barbarian Wrath
- Rány Černým Kovem – CD – 2002 – Barbarian Wrath
- Dive into the Wastewater… – CD – 2004 – Barbarian Wrath
- Železo krvácí – CD – 2005 – Barbarian Wrath
- DVD live AFOD 2005 – DVD
- Odpadní Galerie – CD – 2007 – Naga productions
- Mrtvá komora – CD – 2009
- Výprava za pravdou špíny – CD – 2011 – Nově nahrané skladby z alba "Ve špíně je pravda"
- Propadlé vody – 2014
- Šum v pološerech – 2015
- 20 let kanalizačních zmetků - EP - 2018
- Záře zápalných šňůr - 2020
- Jediný poskvrněný přítok - 2021
- První přířívalový úder - 2024

## Čistírenský příběh
Syrová a zběsilá hudba a texty SP zpívané několika variantami metalového growlu vytváří ucelený příběh, v němž ožívají fiktivní postavy z plzeňských stok a kanalizačních sítí. Veškeré písně se věnují proudu příběhu nebo detailnějšího popisu postav, sami hudebníci se stylizují do Lordů z Čistírny, velebících odpadní vodu, stoky, špínu a Satana a bojujících proti Jehovistům a Vodárně, která představuje jejich pitný a čistý protějšek. Odtud přízvisko, které Morbivod této hudbě dal – black metal odpadních vod.
Základními postavami příběhu odehrávajícího se na čtyřech prvních albech (resp. na dvou demo CD a dvou albech), jsou manželská dvojice Pána z Čistírny a Paní z Vodárny – na začátku ještě žijící spolu v míru – a jejich děti „odpadní vodou odkojené“ – Mistr Jímač a Syn Poklopů. Na počátku jsou znát počáteční rozkoly mezi „špinavým“ Synem Poklopů a „čistou“ Paní z Vodárny, avšak jinak slouží první demo Blackmetalové peklo ve špíně kanalizační vody pouze k představení postav a naznačení dalších dějů.
Na druhém demu s názvem Pokles do temnot kanalizačních hlubin dochází v příběhu v velkému zvratu, když se ukazuje, že Paní z vodárny je zrádkyně a Jehovistka. Její vinou umírá Mistr Jímač, Pán z Čistírny se ve smutku odebírá do nejhlubších nádrží a Syn Poklopů vyhlašuje válku Vodárně. Na pomoc si zve svého přítele, Vévodu z Libkanu, a na konci zabíjí Vodárenskou Paní úderem kanalizačního poklopu do hlavy.
Na již plnohodnotném albu Ve špíně je pravda příběh pokračuje dosud neukončenou válkou s Vodárnou, jelikož všichni zrádci ještě nebyli polapeni. Objevují se dokumenty o plánovaném zabití Mistra Jímače, který je záhy oživen a rozpoutává boj, který je ukončen na dalším albu Rány Černým Kovem – Vévoda z Libkanu se vrací aby pomohl plzeňským Lordům v boji, z Prahy přijíždí tajemný Ing. Möbius a společně s další postavou, panem Nesnídalem, vypracovávají válečný plán na konečné zničení Vodárny, což se stane a tetralogie se tímto uzavírá.
V pořadí třetí album Dive into the Wastewater… je reedicí prvních dvou dem, Blackmetalového pekla ve špíně kanalizační vody a Poklesu do temnot kanalizačních hlubin.
Album Železo krvácí obsahuje čtyři samostatné skladby a „Trilogii Emgancatus“, kratší příběh o návratu pravé Paní z Vodárny a spolupráci čistírenských šlechticů s Ing. Möbiem při vyhnání nezvaného Lorda Zentisrofa.
Na pátém albu Odpadní galerie vystupují Syn Poklopů, Mistr Jímač a Emgancatus, avšak nějaký příběh se zde objevuje jen v náznacích. Hlavním tématem alba je tetralogie popisující historii budování stok a čištění vody v Praze.

## Zvradla a jiné prasečiny…
Velmi významnou součástí textů SP je používání názvů a termínů, které jsou nezvyklé nebo dokonce zcela vymyšlené. Kontribucí kapely do slovní zásoby českého jazyka je slovo zvradla (plurál, v singuláru se nevyskytuje), popsané Morbivodem takto: "Zvradla jsou místa (eventuálně místnosti) ve starých stokách, kde se za obrovského hluku mísí odpadní voda s krví, stoky přivádějí špínu ze všech stran, všechno se to tam zběsile mele a deformuje (tzn zvradlí). Na zvradlech je zdánlivý zmatek, je to však velice specifický „zvradelní“ řád."